# Diego Bahamonde y Jaime
Diego Miguel Rodríguez de Bahamonde y Jaime de Aragón, referido habitualmente como Diego Bahamonde y Jaime o Diego Bahamonde Jaime (nacido en Granada), VI marqués de Zafra, fue un abogado y político español.
Bachiller en Granada en 1829. Fue fiscal de la Audiencia de La Habana y rector de la Universidad de Oviedo de 1860 a 1865. En febrero de 1865 pasó a ser rector de la Universidad de Granada y en abril de 1865 fue nombrado rector de la Universidad Central de Madrid. En noviembre del mismo año sería sustituido por el mismo Montalbán.
Estaba vinculado al Partido Moderado, su rectorado coincidió con las protestas universitarias protagonizadas por Emilio Castelar, que culminaron en la noche de San Daniel. Esto provocó su desprestigio. En 1867 fue elegido diputado en el Congreso de los Diputados por el distrito de Motril, escaño que ocupó hasta 1868. Entre 1866 y 1868 fue nuevamente rector de la Universidad Central de Madrid. Fue destituido por la Junta nombrada a raíz de la revolución de 1868.
En 1870 fue nombrado presidente de la Sala Cesante de la Audiencia de Puerto Rico. Tras la restauración borbónica, en 1875 fue nombrado Inspector General de Instrucción Pública. 

## Obras
- Estudio político, administrativo y económico sobre la oportunidad é importancia de los cochevapores especialmente en España, Madrid: Imp. de la viuda é hijos de Abienzo, 1883
- Origen de las nuevas nacionalidades que inician la Reconquista, durante los siglos VIII y IX, en la Península española, Madrid: Imp. R. Moreno, 1868